# Argema mimosae
Argema mimosae (tên tiếng Anh: Bướm Mặt Trăng châu Phi) là một loài bướm đêm tơ thuộc họ Saturniidae. Giống như bề ngoài của Bướm Mặt Trăng Madagasca khổng lồ (Argema mittrei), nhưng nhỏ hơn, loài bướm này được tìm thấy gần bờ biển Nam Phi. Con trưởng thành có sải cánh dài 10–12 cm, từ đầu đến đuôi dài 12–14 cm.

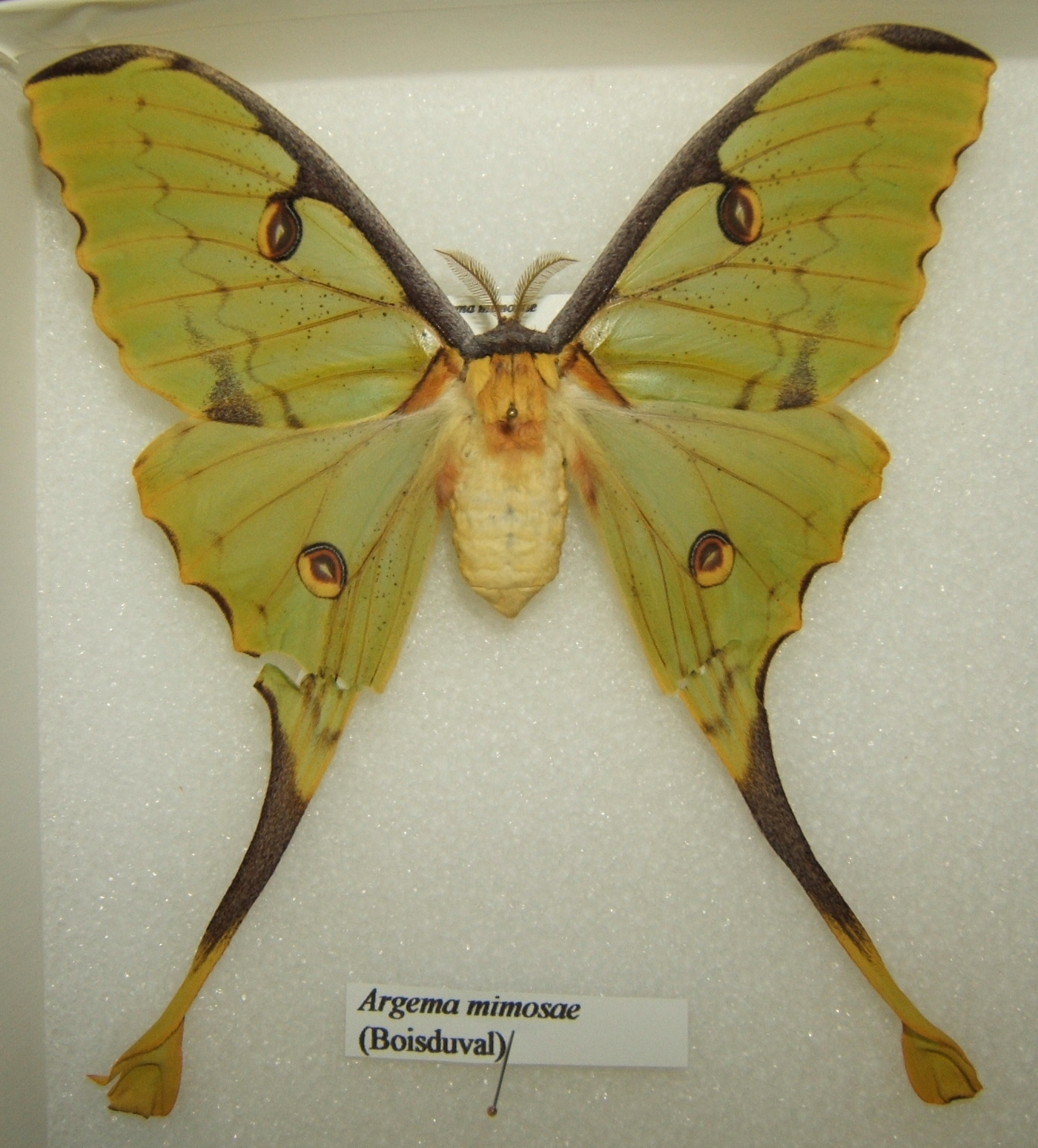
Con trưởng thành cái
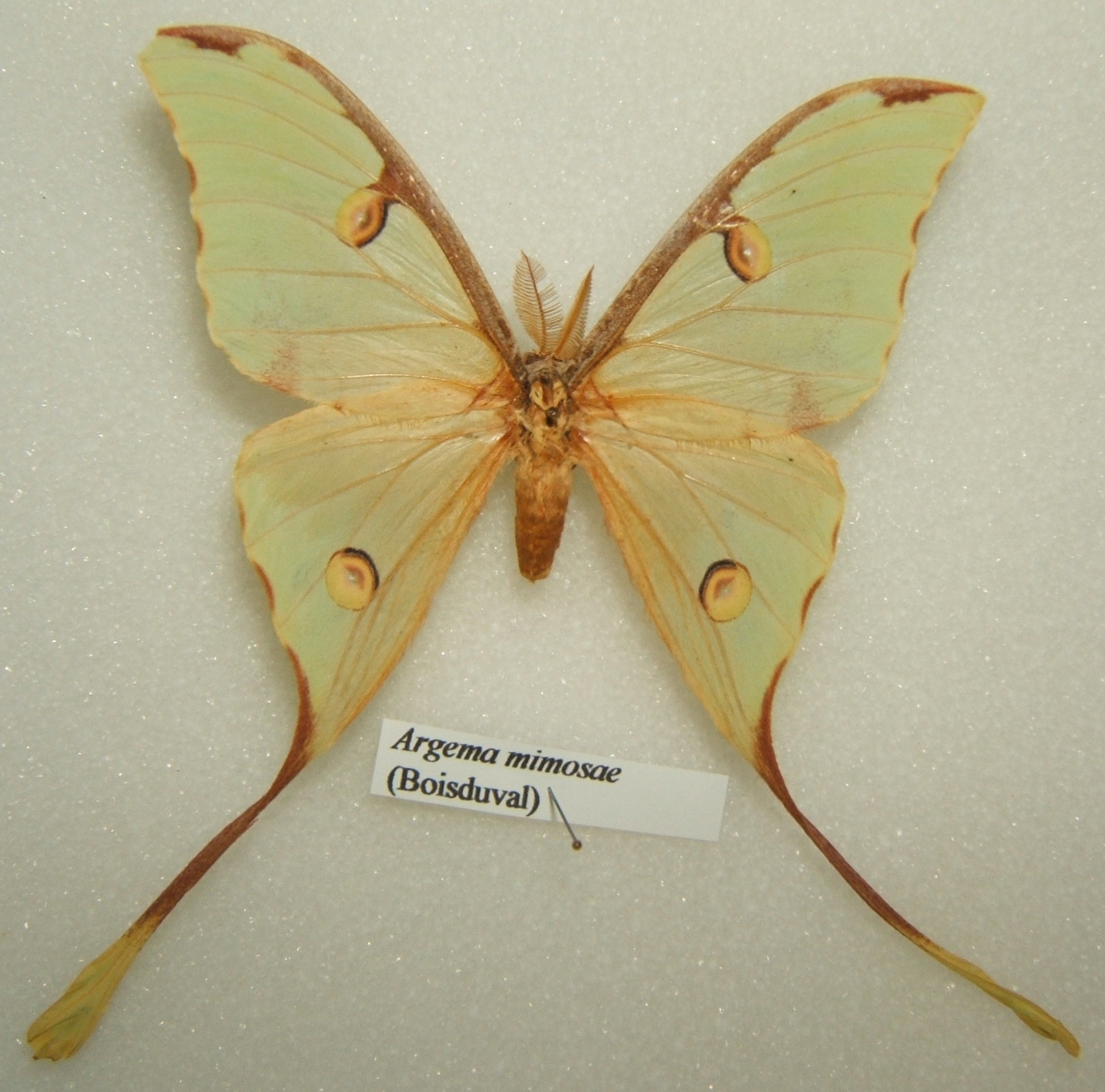
Con trưởng thành đực